# Заразиховые
Зарази́ховые (лат. Orobancháceae) — семейство двудольных растений порядка Ясноткоцветные, объединяющее по современной классификации APG IV по состоянию на июнь 2024 года 99 родов и 2 336 ботанических видов. Наиболее известные представители семейства — заразиха, петров крест, марьянник. Ранее некоторыми авторами эта группа растений включалась в семейство Геснериевые (Gesneriaceae) в ранге подсемейства.

## Ботаническое описание
Представители семейства — травянистые растения-паразиты. Растут чужеядно на корнях других растений, с которыми срастаются вздутыми основаниями своих бесцветных, буроватых, бледно-жёлтых, розоватых или синеватых стеблей.
Листья чешуйчатые, мелкие.
Цветки собраны в кистях или колосьях; чашечка пятизубчатая или пятилопастная или двугубая вследствие недоразвития одного чашелистика и сращения двух боковых попарно; венчик двугубый; четыре двусильных тычинки; завязь одногнёздная, многосемянная; семяпочки обратные, с одним покровом; зародыш недоразвитый.
Плод — двустворчатая коробочка.

## Распространение и экология
Представители рода распространены в умеренном климате Европы, Северной Америке, Азии и Северной Африке.
В европейской части России встречаются виды родов Заразиха (Orobanche L.), Волчок (Phelypaea L.), Мытник (Pedicularis L.), Марьянник (Melampyrum L.). В Казахстане встречаются виды родов Заразиха (Orobanche) и Цистанхе (Cistanche)[значимость факта?].

## Классификация

### Таксономическое положение
- Orobanchaceae Vent., 1799,  Tabl. Regn. Veg. 2: 292

Семейство Заразиховые включается в порядок Ясноткоцветные (Lamiales), последовательно входящий в более крупные клады Ламииды → Астериды → Суперастериды → Эвдикоты → Цветковые растения. Таксономическая схема в соответствии с Системой APG IV по состоянию на июнь 2024 года:
|  |                          |  |                                   |                        |                       |  | еще 23 семейства |          |  |             |
|  |                          |  |                                   |                        |                       |  |                  |          |  |             |
|  |                          |  |                                   | порядок Ясноткоцветные |                       |  |                  |          |  |             |
|  |                          |  |                                   |                        |                       |  |                  |          |  | 2 336 видов |
|  | клада Цветковые растения |  |                                   |                        | семейство Заразиховые |  |                  | 99 родов |  |             |
|  | клада Цветковые растения |  |                                   |                        |                       |  |                  | 99 родов |  |             |
|  |                          |  | ещё 63 порядка цветковых растений |                        |                       |  |                  |          |  |             |
|  |                          |  |                                   |                        |                       |  |                  |          |  |             |

### Роды
Семейство включает 96 родов:
- Aeginetia L. — Эгинеция
- Agalinis Raf.
- Alectra Thunb.
- Anisantherina Pennell
- Aphyllon Mitch.
- Asepalum Marais
- Aureolaria Raf.
- Bardotia Eb.Fisch., Schäferh. & Kai Müll.
- Bartsia L. — Бартсия
- Baumia Engl. & Gilg
- Bellardia All.
- Boschniakia C.A.Mey. — Бошнякия
- Brachystigma Pennell
- Brandisia Hook.f. & Thomson
- Buchnera L.
- Bungea C.A.Mey.
- Buttonia McKen ex Benth.
- Campbellia Wight
- Castilleja Mutis ex L.f. — Кастиллея
- Centranthera R.Br.
- Christisonia Gardner
- Cistanche Hoffmanns. & Link — Цистанхе
- Conopholis Wallr.
- Cordylanthus Nutt. ex Benth.
- Cyclocheilon Oliv.
- Cycniopsis Engl.
- Cycnium E.Mey. ex Benth.
- Cymbaria L. — Цимбария
- Dasistoma Raf.
- Epifagus Nutt.
- Eremitilla Yatsk. & J.L.Contr.
- Escobedia Ruiz & Pav.
- Esterhazya J.C.Mikan
- Euphrasia L. — Очанка
- Gerardiina Engl.
- Ghikaea Volkens & Schweinf.
- Gleadovia Gamble & Prain
- Graderia Benth.
- Harveya Hook.
- Hedbergia Molau
- Hiernia S.Moore
- Hyobanche L.
- Kopsiopsis (Beck) Beck
- Lamourouxia Kunth
- Lathraea L. — Петров крест
- Leptorhabdos Schrenk
- Leucosalpa Scott Elliot
- Lindenbergia Lehm.
- Macranthera Nutt. ex Benth.
- Magdalenaea Brade
- Mannagettaea Harry Sm. — Маннагеттея
- Melampyrum L. — Марьянник
- Melasma P.J.Bergius
- Micrargeria Benth.
- Micrargeriella R.E.Fr.
- Monochasma Maxim. ex Franch. & Sav.
- Neobartsia Uribe-Convers & Tank
- Nesogenes A.DC.
- Nothobartsia Bolliger & Molau
- Nothochilus Radlk.
- Odontitella Rothm.
- Odontites Ludw. — Зубчатка
- Omphalotrix Maxim. — Омфалотрикс
- Orobanche L. — Заразиха
- Orthocarpus Nutt.
- Parasopubia H.-P.Hofm. & Eb.Fisch.
- Parentucellia Viv.
- Pedicularis L. — Мытник
- Phacellanthus Siebold & Zucc. — Пучкоцвет
- Phelypaea L. — Волчок
- Phtheirospermum Bunge ex Fisch. & C.A.Mey. — Вшивосемянник, или Фтейроспермум
- Physocalyx Pohl
- Pseudobartsia D.Y.Hong
- Pseudosopubia Engl.
- Pterygiella Oliv.
- Radamaea Benth.
- Rehmannia Libosch. ex Fisch. & C.A.Mey.
- Rhamphicarpa Benth.
- Rhaphispermum Benth.
- Rhinanthus L. — Погремок
- Rhynchocorys Griseb.
- Schwalbea L.
- Seymeria Pursh
- Seymeriopsis Tzvelev
- Sieversandreas Eb.Fisch.
- Silviella Pennell
- Siphonostegia Benth.
- Sopubia Buch.-Ham. ex D.Don
- Striga Lour.
- Tetraspidium Baker
- Thunbergianthus Engl.
- Tozzia L.
- Triphysaria Fisch. & C.A.Mey.
- Vellosiella Baill.
- Xylanche Beck
- Xylocalyx Balf.f.